# Ginástica de trampolim nos Jogos Olímpicos de Verão de 2004 - Masculino
A competição masculina da ginástica de trampolim nos Jogos Olímpicos de Verão de 2004 foi realizada no Olympic Indoor Hall de Atenas, em 21 de agosto.
A competição é composta de duas fases. Na primeira, cada atleta executa duas rotinas no trampolim, obrigatória e livre. São dadas notas para execução e dificuldade em cada rotina e, somadas, conferem a nota final. A soma das pontuações das duas rotinas determinam a classificação e os oito atletas mais bem classificados avançam para a fase final.
A fase final consiste apenas de uma rotina livre e os resultados obtidos na fase anterior são desconsiderados.

## Medalhistas
| Ouro   | UKR Yuri Nikitin         |
| Prata  | RUS Alexander Moskalenko |
| Bronze | GER Henrik Stehlik       |

## Qualificação
Esses foram os resultados da etapa de qualificação:
| Pos. | Ginasta                  | Obrigatória | Livre | Pen. | Total |
| ---- | ------------------------ | ----------- | ----- | ---- | ----- |
| 1    | GER Henrik Stehlik       | 28,10       | 41,00 |      | 69,10 |
| 2    | UKR Yuri Nikitin         | 27,60       | 41,40 |      | 69,00 |
| 3    | RUS Alexander Rusakov    | 28,10       | 40,90 |      | 69,00 |
| 4    | RUS Alexander Moskalenko | 28,30       | 40,60 |      | 68,90 |
| 5    | BLR Dimitri Polyarush    | 27,50       | 40,30 |      | 67,80 |
| 6    | FRA David Martin         | 26,70       | 40,70 |      | 67,40 |
| 7    | GBR Gary Smith           | 27,20       | 40,00 |      | 67,20 |
| 8    | POR Nuno Merino          | 26,70       | 40,20 |      | 66,90 |
| 9    | SUI Ludovic Martin       | 27,20       | 39,60 |      | 66,80 |
| 10   | CHN Mu Yong-Feng         | 26,30       | 38,90 |      | 65,20 |
| 11   | CAN Mathieu Turgeon      | 26,60       | 36,80 |      | 63,40 |
| 12   | GRE Michail Pelivanidis  | 25,90       | 36,70 |      | 62,60 |
| 13   | ITA Flavio Cannone       | 27,30       | 30,30 |      | 57,60 |
| 14   | BLR Nikolai Kazak        | 28,00       | 24,80 |      | 52,80 |
| 15   | NED Alan Villafuerte     | 27,00       | 17,90 |      | 44,90 |
| 16   | DEN Peter Jensen         | 26,50       | 6,20  |      | 32,70 |

## Final
Esses foram os resultados da etapa final:
| Pos.              | Ginasta                  | Pen. | Total |
| ----------------- | ------------------------ | ---- | ----- |
| Medalha de ouro   | UKR Yuri Nikitin         |      | 41,50 |
| Medalha de prata  | RUS Alexander Moskalenko |      | 41,20 |
| Medalha de bronze | GER Henrik Stehlik       |      | 40,80 |
| 4                 | BLR Dimitri Polyarush    |      | 40,20 |
| 5                 | RUS Alexander Rusakov    |      | 40,20 |
| 6                 | POR Nuno Merino          |      | 40,10 |
| 7                 | GBR Gary Smith           |      | 40,00 |
| 8                 | FRA David Martin         |      | 39,90 |